# Diana Yorgova
Diana Yorgova (Bulgaria, 9 de diciembre de 1942) es una atleta búlgara retirada, especializada en la prueba de salto de longitud en la que llegó a ser subcampeona olímpica en 1972.

## Carrera deportiva
En los JJ. OO. de Múnich 1972 ganó la medalla de plata en el salto de longitud, con una marca de 6.77 metros, tras la alemana Heide Rosendahl(oro con 6.78 m) y por delante de la checoslovaca Eva Šuranová.